# Crossocalyx tenuis
Crossocalyx tenuis là một loài rêu trong họ Anastrophyllaceae. Loài này được H. Williams Schljakov mô tả khoa học đầu tiên năm 1978.